# Malinowo (gromada)
Malinowo – dawna gromada, czyli najmniejsza jednostka podziału terytorialnego Polskiej Rzeczypospolitej Ludowej w latach 1954–1972.
Gromady, z gromadzkimi radami narodowymi (GRN) jako organami władzy najniższego stopnia na wsi, funkcjonowały od reformy reorganizującej administrację wiejską przeprowadzonej jesienią 1954 do momentu ich zniesienia z dniem 1 stycznia 1973, tym samym wypierając organizację gminną w latach 1954–1972.
Gromadę Malinowo z siedzibą GRN w Malinowie utworzono – jako jedną z 8759 gromad – w powiecie bielskim w woj. białostockim, na mocy uchwały nr 12/V WRN w Białymstoku z dnia 4 października 1954. W skład jednostki weszły obszary dotychczasowych gromad Malinowo, Nałogi, Niewino Stare i Stryki ze zniesionej gminy Augustowo oraz obszar dotychczasowej gromady Niewino Borowe ze zniesionej gminy Wyszki w tymże powiecie. Dla gromady ustalono 13 członków gromadzkiej rady narodowej.
31 grudnia 1959 z gromady Malinowo wyłączono obszar lasów państwowych N-ctwa Bielsk Podlaski obejmujący oddziały 78 i 81 o powierzchni ogólnej 49,51 ha, włączając go do gromady Łubin Kościelny, po czym gromadę Malinowo zniesiono włączając jej obszar do gromad Wyszki (wsie Niewino Borowe, Niewino Popławskie, Niewino Leśne, Niewino Stare i Niewino Kamieńskie) i Augustowo (wsie Malinowo, Stryki i Nałogi).